# 寺田稲次郎
寺田 稲次郎（てらだ いねじろう、1896年2月19日 - 没年不詳）は、日本の民族主義者、政治活動家。

## 経歴
1896年、佐賀県の寺田納吉の子として生まれる。1917年、福岡県立中学修猷館を卒業。中学時代に玄洋社の柔道道場「明道館」に最初は家計の都合で入門料を払わずモグリで練習していたが、腕前を評価され入門料なしで正式に門下生に加えられ、中学5年にして初段となった。このとき中学生での有段者は寺田を含め九州で2人だけであったという。修猷館では、中学3年にして大将となり、1916年4月の第1回九州学生武道大会（現・金鷲旗高校柔道大会）に同級の竹村茂孝（後の全日本柔道連盟副会長）らとともに出場して優勝を成し遂げている。
1919年4月海軍兵学校の柔道師範となり、1921年大化会に柔道師範として入り、北一輝の門下となる。
1923年大杉栄遺骨奪取事件に関与。米国の排日運動を怒り、野球の弊害を唱え米化討伐を宣言して、1924年7月秋水会を組織して代表となる。早稲田大学総長高田早苗の不敬言動膺懲運動を起こし、同年秋早大校友会の席上で高田を襲撃した。1926年の日本楽器争議では、会社側を支援、朴烈事件で司法省を糺弾、1928年には平沼騏一郎排撃運動を推進。不戦条約では、田中義一内閣糺弾運動を展開した。
1932年、満州事変発生のち国体擁護連合会（76団体が加盟）の委員となり、国民精神総動員運動を推進する。1934年11月、長野朗らと日本国民党を結成し執行委員長を務める。1939年、対支同志会代表となる。
戦後は1951年本間憲一郎らと新生日本国民同盟を結成、1952年、松林亮らと無名会結成、国防学会理事、1953年、韓国問題国民同盟結成、1961年、全日本愛国者団体会議相談役、同顧問、日本同盟顧問などを歴任した。

## 親族
- 妹の由美子（1900年生）の夫は、医学博士で満洲医科大学教授、天津鉄路病院長、京城帝国大学教授、長崎大学名誉教授、国立静岡病院院長、北村精一。[1]。
  - 姪（由美子の子）に英子、百合子。百合子の夫は皮膚科医で医学博士の野波英一郎。
    - 英子の子に陽子、真美。